# يوشيتاكا أوهاشي
يوشيتاكا أوهاشي (باليابانية: 大橋 良隆) (مواليد 1 يوليو 1983)، هو لاعب كرة قدم ياباني سابق كان يلعب كلاعب وسط.

## وصلات خارجية
- يوشيتاكا أوهاشي على موقع رابطة كرة القدم اليابانية للمحترفين (اليابانية)
- يوشيتاكا أوهاشي على موقع قاعدة بيانات كرة القدم.إي يو (الإنجليزية)
- يوشيتاكا أوهاشي على موقع Soccerway.com (الإنجليزية)